# 矢崎雄大
矢崎雄大（日语：／ Yazaki Yuta，1980年4月8日—），日本男子柔道运动员。他曾代表日本参加2002年亚洲运动会柔道比赛，获得男子90公斤级金牌。他也曾获2003年亚洲柔道锦标赛男子90公斤级冠军。